# شله زرد
شله زرد یک دسر سنتی ایرانی است که به دلیل وجود زعفران، زردرنگ است و روی آن را دارچین و خلال بادام و خلال پسته می‌ریزند. شله‌زرد عموماً به یک طریق پخته می‌شود و به‌خصوص از آن در ماه رمضان برای صرف افطار استفاده می‌شود.شله زرد در سال ۲۰۲۳ در جایگاه نخست برترین پودینگ‌ها در وب‌سایت TasteAtlas (مرجع بین‌المللی معرفی غذاها) قرار گرفت.
عموماً مردم این دسر را به ژله تشبیه می‌کنند.
خاستگاه این دسر از زمان حکومت ابراهیم خان ظهیرالدوله در کرمان است که مبدع این دسر است.
از مواد تشکیل‌دهندهٔ این دسر می‌توان به برنج، شکر، زعفران، گلاب، هل، مغز پسته یا بادام، دارچین و روغن یا کره اشاره کرد.
از آنجاکه این دسر بیشتر در ایام مذهبی طبخ و توزیع می‌شود، روی آن را با پاشیدن دارچین منقوش به عبارات و اسامی مذهبی می‌کنند.

## مهم‌ترین خواص شله زرد
شله زرد حاوی انواع ویتامین‌های A, C, D، گروه ویتامین‌های B مانند B1, B2, B6، پروتئین، کربوهیدرات، فیبر، آنتی‌اکسیدان، کلسیم، آهن، اسید فولیک، سلنیوم، منیزیم، پتاسیم و فسفر است. این دسر معده و قلب را تقویت و دردهای روماتیسمی را برطرف می‌کند؛ شله زرد خاصیت آنتی‌بیوتیکی دارد و عفونت بدن را از بین می‌برد. این دسر نشاط آور و برای افراد افسرده بسیار مفید است. شله زرد از لخته شدن خون و بروز سکته‌های قلبی و مغزی جلوگیری می‌کند. شله زرد برای مبتلایان به سوء هاضمه، نفخ معده، حالت تهوع، اسهال و افرادی که معده اسیدی دارند مفید است و نقش مؤثری در تقویت قوای جنسی و حافظه دارد و برای سلامتی پوست و مو هم مفید هست.